# Hypoponera argentina
Hypoponera argentina är en myrart som först beskrevs av Santschi 1922.  Hypoponera argentina ingår i släktet Hypoponera och familjen myror. Inga underarter finns listade i Catalogue of Life.

## Bildgalleri

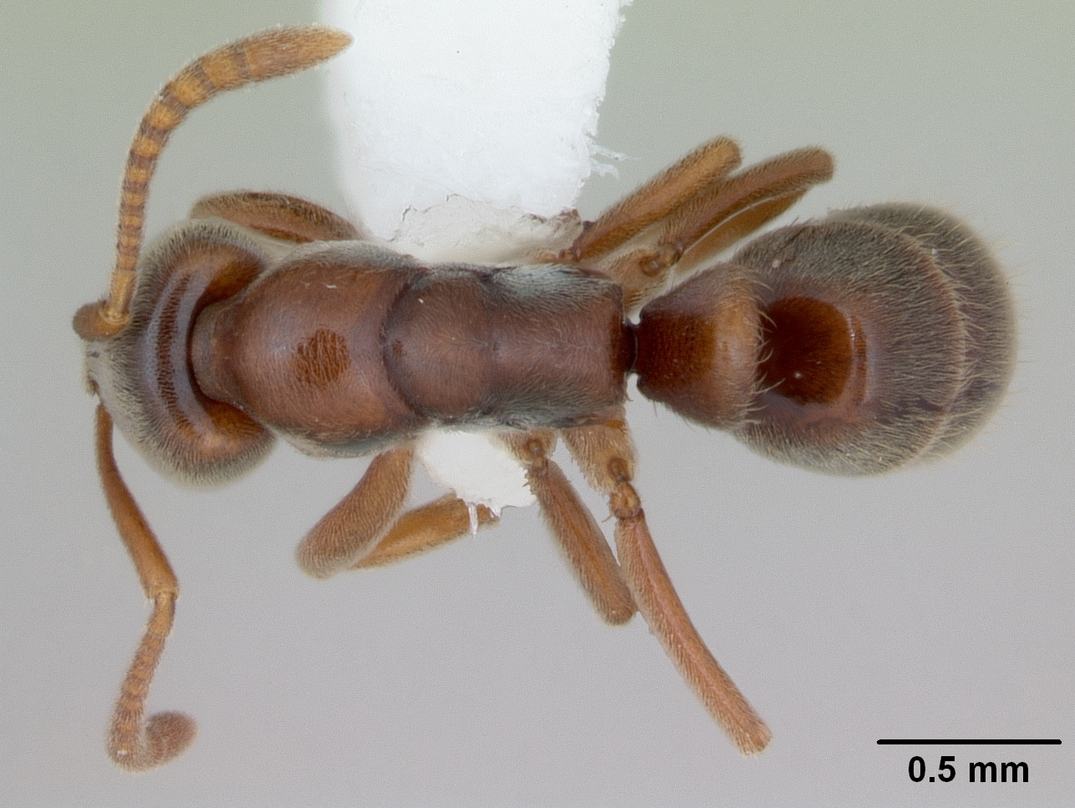
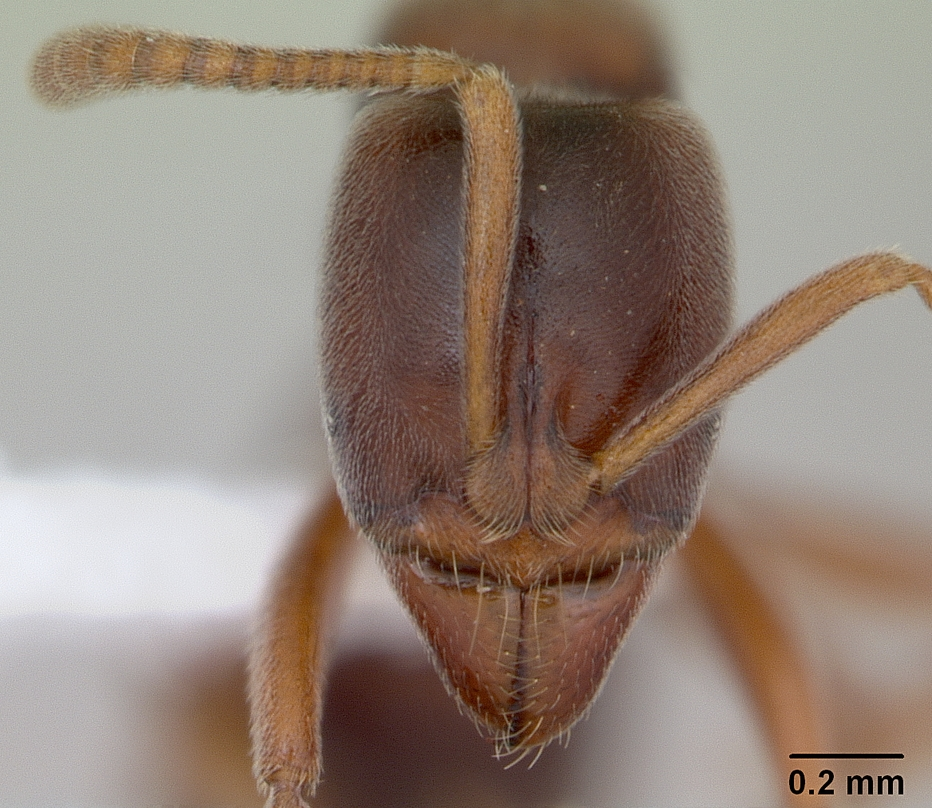
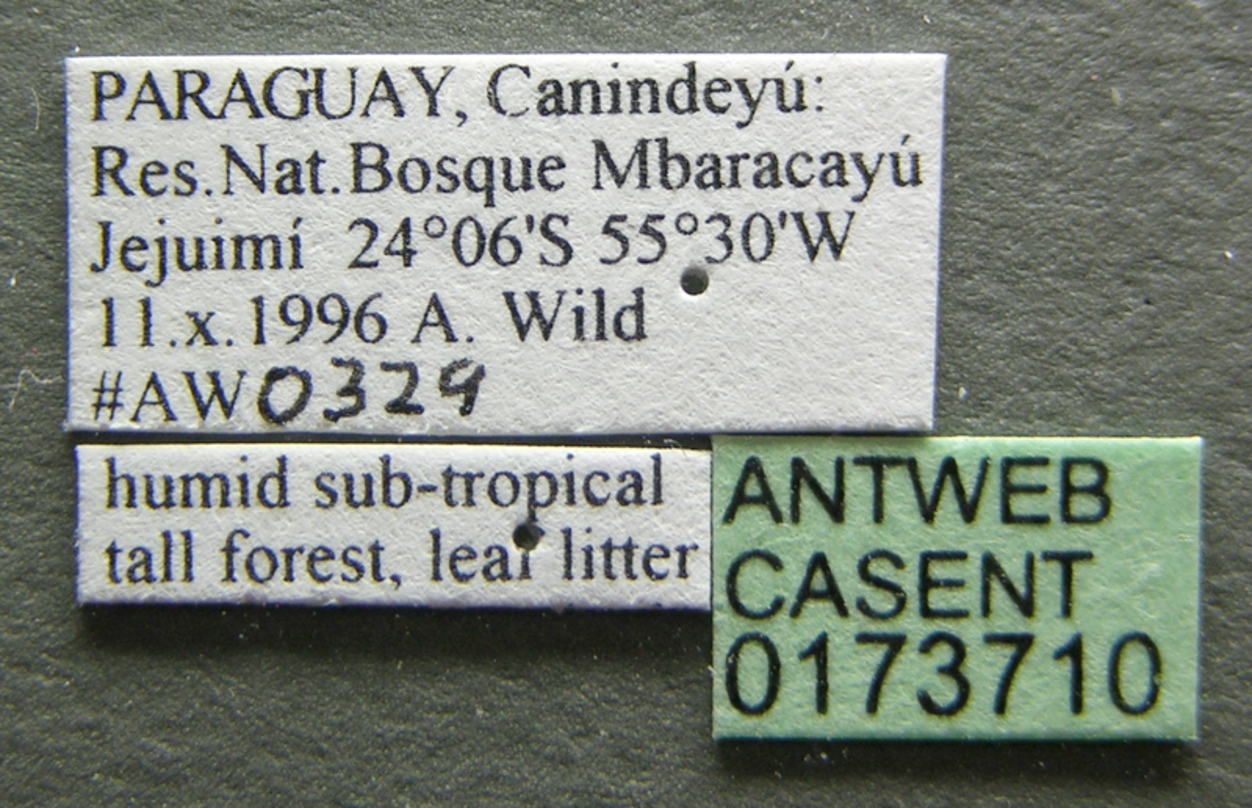
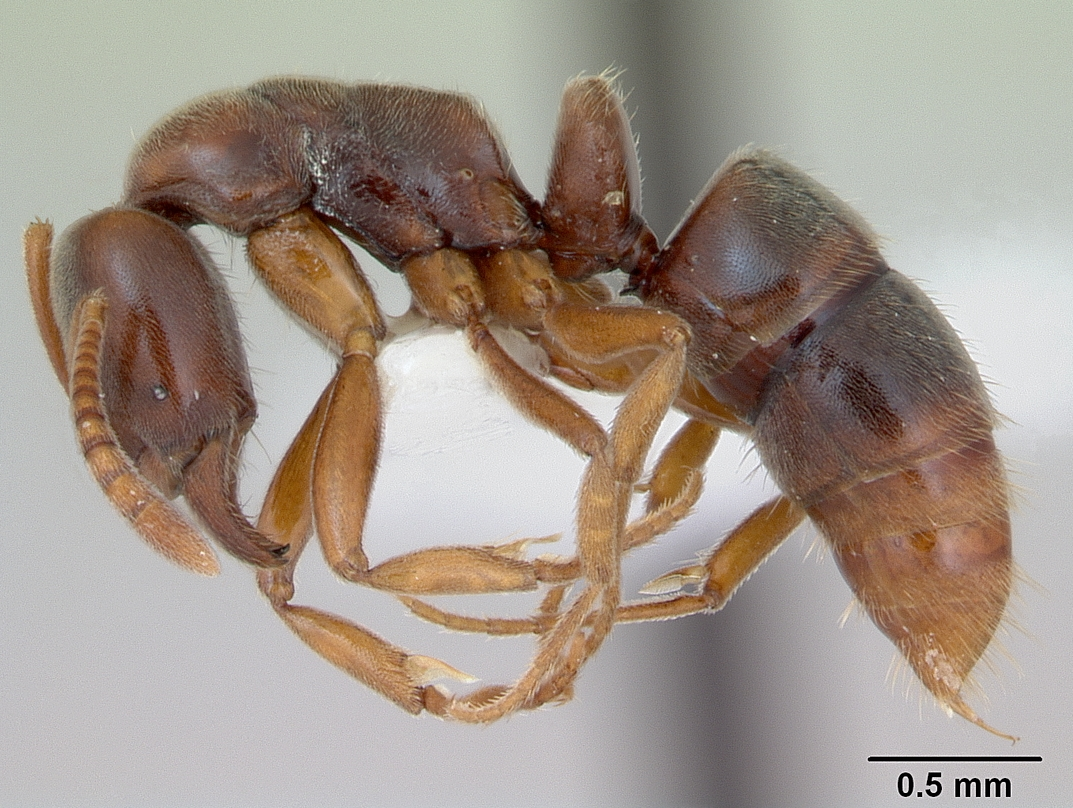
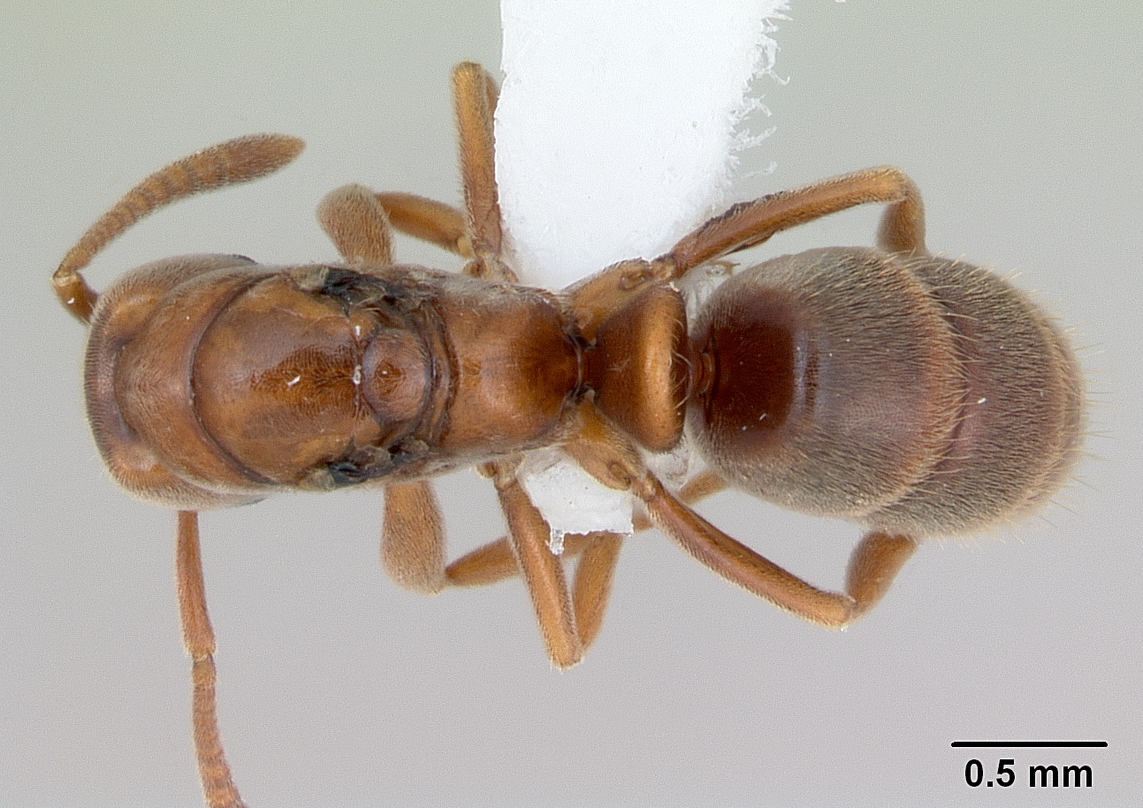
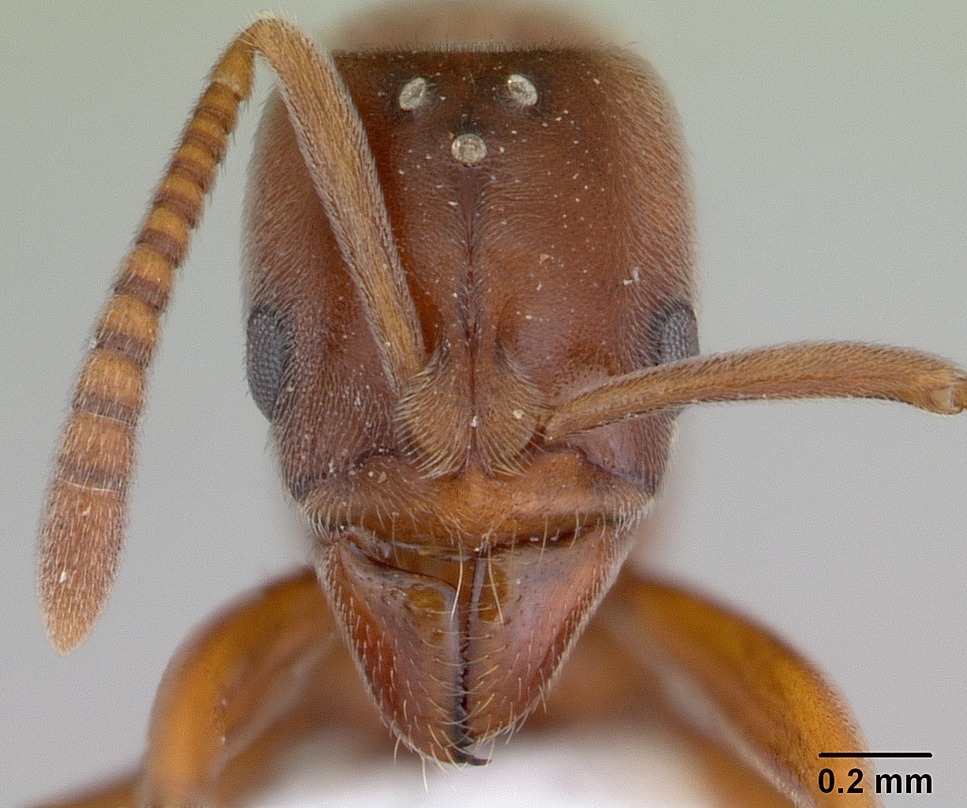